# Confine tra Albania e Macedonia del Nord
Il confine tra l'Albania e la Macedonia del Nord è la linea di demarcazione tra questi due paesi che si estende per circa 151 km in direzione nord-sud, e poi verso est della parte più centrale dell'Albania. Storicamente, ci sono stati pochi periodi nei quali entrambi i territori abbiano intrapreso delle relazioni come stati sovrani. Sia l'Albania che la Macedonia del Nord hanno subìto la stessa dominazione ottomana.
Il confine attuale è stato ereditato in seguito all'indipendenza della Macedonia del Nord (chiamata precedentemente Ex Repubblica Iugoslava di Macedonia) dalla Repubblica Federativa Socialista di Jugoslavia nel 1991. I due paesi balcanici hanno firmato vari trattati di riconoscimento fissando i confini preesistenti tra l'allora Repubblica Socialista di Macedonia e l'Albania.

## Geografia

### Confine principale
Il confine si estende per circa 151 chilometri, a est dell'Albania e a ovest della Macedonia del Nord. Parte da nord, vicino alla parte finale dei Monti Šar, poco prima di arrivare al Monte Korab, che rappresenta il punto più alto di entrambi i paesi. Il confine continua verso sud attraversando il Lago Ohrid (o di Ocrida) e proseguendo fino al lago Prespa, dove termina.
Le divisioni amministrative da ovest a est che toccano il confine sono le seguenti:
- Macedonia del Nord (Regioni statistiche)
  - Regione di Polog (Municipii)
    - Gostivar
    - Mavrovo e Rostuša

  - Regione Sudoccidentale
    - Debar
    - Župa
    - Struga
    - Vevčani
    - Debarca
    - Ocrida

  - Regione di Pelagonia
    - Resen

- Albania (Prefetture)
  - Prefettura di Kukës (1913-2000: Distretti; 2000-oggi: Comuni)
    - Comune di Kukës

  - Prefettura di Dibër
    - Comune di Dibër
    - Comune di Bulqizë

  - Prefettura di Elbasan
    - Comune di Librazhd
    - Comune di Prrenjas

  - Prefettura di Korçë
    - Comune di Progradec
    - Comune di Pustec
    - Comune di Devoll

### Laghi Prespa
I laghi Prespa («Ocrida» o «Ohrid» a nord e «Prespa» al sud) rappresentano una barriera frontaliera naturale che separa gli stati di Albania e Macedonia del Nord. Oltretutto, nel caso del lago più meridionale, il Prespa, presuppone anche una divisione tra i due paesi e la Grecia.

## Valichi di frontiera
I seguenti valichi di frontiera sono espressi con la località albanese a sinistra e quella macedone a destra:
- Bllatë (Dibër) – Spas (Debar)
- Qafë Thanë (Pogradec) – Ќafasan (Struga) (Passo principale)
- Tushemisht (Pogradec) – Sveti Naum (Ohrid)
- Goricë (Pustec) – Stenje (Resen)